# Jonas Persson (serieskapare)
Dan Jonas Persson, född 4 augusti 1968 i Hammar, Örebro län, är en svensk serieskapare. Jonas är son till Gunnar Persson, som åren 1967-2016 skrev och tecknade serien Kronblom, och sonson till Elov Persson, som skapade Kronblom.
Jonas Persson hjälpte från 1980-talet sin far med manus till Kronblom, då anonymt. Han har också fått manus publicerade i 91:an, och konstruerade korsord till tidningen under 1990-talet. Hösten 2005 började han teckna egna avsnitt med Kronblom.